# Giacomo Salvadori
Giacomo Salvadori di Wiesenhof (* 1858 in Trient; † 31. Mai 1937 in Turin) war ein italienischer Architekt, Bildhauer und Maler.

## Leben
Graf Salvadori stammte aus einer adligen Familie aus dem italienischsprachigen Teil Tirols. Er kam nach Turin, um dort zu studieren und seine Ausbildung zu vervollkommnen. Er war Bauingenieur und arbeitete bei der Stadtverwaltung mit Carlo Ceppi und Costantino Gilodi für die Planung und Ausführung der nationalen Landesausstellung (italienisch Esposizione nazionale: Esposizione generale italiana) in Turin 1898 zusammen.
Zu seinen Werken gehören das Grumi Hotel in Ceresole Reale sowie ein Klosterinstitut in Val Salice, an das eine Kapelle angeschlossen ist, in der sich sein künstlerischer Geschmack widerspiegelt. Er schuf auch die Halle des neuen Hauptsitzes der Banca Commerciale Italiana in der Via Alfieri.
Ceppi, Gilodi und Salvadori waren zudem gemeinsam am Bau des italienischen Pavillons auf der Pariser Weltausstellung 1900 beteiligt, dessen Vorbild die Basilika San Marco war. Das Material für diesen Pavillon stammte von dem Abriss der Gebäude der Ausstellung in Turin.
1899 wurde er zum Provinzrat gewählt. Er unterhielt eine jahrzehntelange Beziehung zur „Opere Pie di San Paolo“, wo er zunächst der Geschäftsleitung angehörte, dann von 1902 bis 1910 Vizepräsident und schließlich von 1910 bis 1925 zum Präsidenten ernannt wurde.
Im Jahr 1911 arbeitet er gemeinsam mit Stefano Molli und Pietro Fenoglio an der Gestaltung der Weltausstellung in Turin zusammen. Im Mai 1914 wurde er mit dem Ehrendiplom der Provinz Turin ausgezeichnet.
Salvadori di Wiesenhof hatte einen Bruder Giovanni und eine Schwester Eleonora. Er selbst war verheiratet und hatte eine Tochter, die ebenfalls Eleonora hieß und einen Sohn Isidoro Salvadori di Wiesenhoff, der ebenfalls als Ingenieur tätig war.